# El Dique, Mexiko
El Dique är en ort i Mexiko.   Den ligger i kommunen Tototlán och delstaten Jalisco, i den centrala delen av landet, 400 km väster om huvudstaden Mexico City. El Dique ligger 1 540 meter över havet och antalet invånare är 323.
Terrängen runt El Dique är platt österut, men västerut är den kuperad. Runt El Dique är det ganska tätbefolkat, med 248 invånare per kvadratkilometer. Närmaste större samhälle är Ocotlán, 11,9 km söder om El Dique. Trakten runt El Dique består till största delen av jordbruksmark.